# سيل سيتي (جورجيا)
سيل سيتي (بالإنجليزية: Sale City, Georgia)‏ هي بلدة تقع في مقاطعة ميتشل، جورجيا بولاية جورجيا في الولايات المتحدة. تبلغ مساحتها 4.7 (كم²)، وترتفع عن سطح البحر 109 م، بلغ عدد سكانها 319 نسمة في عام 2000 حسب إحصاء مكتب تعداد الولايات المتحدة وتصل الكثافة السكانية فيها 67.9 نسمة/كم2.

## وصلات خارجية
- The US50 - Cities and Towns in Georgia State
- Georgia Cities and Towns, Facts, Map, Flag, Colleges, Government, and More